# Toller Dampf voraus
Toller Dampf voraus (im englischen Original: Raising Steam) ist ein Fantasyroman von Terry Pratchett und der vierzigste Scheibenwelt-Roman. Raising Steam erschien 2013, die deutsche Übersetzung wurde von Gerald Jung besorgt und erschien ein Jahr später.
Da sich die Geschichte um die neu erfundene Lokomotive dreht, spielt die Handlung über weite Teile der Scheibenwelt hinweg. Sie beginnt in Ankh-Morpork und einem nahe gelegenen Dorf, um sich dann über die entstehenden Bahnstrecken nach Quirm und Überwald auszudehnen. Toller Dampf voraus ist einer der Ankh-Morpork-Romane, in denen die Stadt mit einer neuen Technologie oder Kultur konfrontiert wird. Nach der Presse (Die volle Wahrheit), Post und Semaphor (Ab die Post) und dem Bankwesen (Schöne Scheine) folgt in Toller Dampf voraus die Eisenbahn.

## Handlung
Der junge Dick Simnel erfindet im Dorf Schafrücken die Dampfmaschine und entwickelt den Prototyp eines so betriebenen Fahrzeugs. Er geht mit seiner Erfindung nach Ankh-Morpork und findet im schwerreichen Paul König einen Kapitalgeber, mit dessen Hilfe er die erste Dampflokomotive baut. Der Patrizier wird auf die Potentiale und Gefahren der neuen Technologie aufmerksam und beauftragt Postminister und Bankdirektor Feucht von Lipwig, ein Eisenbahnsystem zu entwickeln, mit dem Ankh-Morpork zunächst an näher gelegene Städte und Handelsregionen angebunden werden soll. Später wird eine lange Strecke bis nach Überwald gebaut. Die sich durch gestiegene Mobilität verändernde Gesellschaft, das Entstehen neuer Geschäftszweige, das Aufkommen von Glücksrittern sowie die öffentliche Diskussion um die Folgen der neuen Technologie sind die dabei dargestellten Themen.
In einem zweiten Handlungsstrang kommt es zu einer Radikalisierung fundamentalistischer Zwergengruppen, den „Grags“. Diese stellen sich gegen gesellschaftliche Modernisierungen wie die „Klacker“, dem Semaphorensystem der Scheibenwelt, ebenso gegen die neue Eisenbahn. In den Technologien sehen sie eine Gefahr für die traditionelle Lebensweise der Zwerge, die zunehmenden Abwanderungen von Zwergen in die Stadt und die fortschreitenden Versöhnung zwischen Zwergen und Trollen betrachten sie als Verrat am Zwergentum. Gruppen von Zwergen verüben Anschläge auf die „Klackertürme“, die Semaphor-Stationen des Nachrichtennetzwerks der Scheibenwelt. Als der amtierende Niedere König der Zwerge anlässlich eines Treffens mit dem Diamantenen König der Trolle außer Landes ist, ergreifen die Fundamentalisten in Überwald die Macht.
Um den vollständigen Umsturz zu verhindern, muss der Niedere König der Zwerge schnellstmöglich von Quirm zurück an seinen Sitz in Überwald gebracht werden. Erreicht wird dies durch die gemeinsame Anstrengung Feucht von Lipwigs und Dick Simnels, die die Strecke nach Überwald in kürzester Zeit notdürftig fertigstellen und den Niederen König in einem Sonderzug unter der Obhut der Stadtwache von Ankh-Morpork, von Goblins, loyalen Zwergen und dem Patrizier von Ankh-Morpork an sein Ziel bringen, trotz einer Vielzahl von Attentaten und Sabotageakten.

## Hintergrund
Toller Dampf voraus ist der letzte zu Pratchetts Lebzeiten veröffentlichte Roman. Pratchett litt an einer Demenzerkrankung und starb 2015 vor dem Erscheinen des letzten Romans Die Krone des Schäfers. Cory Doctorow wies in seinem Review auf Boing Boing darauf hin, dass Pratchetts Gesundheit während der Arbeit an dem Buch bereits angegriffen war und er den Text über eine Software in den Rechner diktierte. Dadurch sei die typische Sprache Pratchetts zwar erkennbar, habe jedoch eine „eigenartig reinere Form.“

## Rezeption
Im Guardian lobt Ben Aaronovitch Pratchetts Fähigkeit, nie die naheliegendsten Allegorien zu nutzen - so läge die Parallele zu islamistischem Fundamentalismus nahe, aber ließe sich ebenso zu christlich-evangelikalen Gruppen oder anderen Fortschrittsverweigerern ziehen. Dabei widme sich Pratchett den großen Fragen: den Ängsten und Hoffnungen angesichts von Veränderungen, die individuelle Sinnsuche in der Gesellschaft sowie die feinen Abwägungen zwischen Rechten und Freiheiten. Dass die Moral teilweise etwas dick aufgetragen werde, könne man leicht verzeihen, nachdem Pratchett nach wie vor einer der zuverlässigsten komischen Autoren sei.
Sara Sklaroff konstatiert in der Washington Post, das Buch enttäusche die Fans ebenso wenig wie die vorangegangenen 39 Titel. Während Pratchett Fragen der Technikfolgenabschätzung erörtere, verspotte er gleichzeitig Fundamentalisten, die sich dem Fortschritt verweigern, habe aber „vor allem Spaß mit Worten, auf jene sehr britisch-absurdistische Weise, die er sich zu eigen gemacht hat.“

## Ausgaben
- Terry Pratchett, Raising Steam. Doubleday 2013, ISBN 978-0-85752-227-6
- Terry Pratchett, Toller Dampf voraus. Manhattan Verlag 2014, ISBN 978-3-641-14336-7